# Michael Feinstein
Michael Feinstein (n. 7 de septiembre de 1956) es un cantante, pianista e intérprete de música revivalista, dedicado a la antropología y documentalista para el repertorio conocido como el Great American Cancionero. La Biblioteca del Congreso lo eligió para el Consejo Nacional de la Junta Consultiva de grabación de sonido, una organización dedicada a la salvaguardia del patrimonio musical de América.
Feinstein nació de padres judío-estadounidenses, Edward, un excantante y ejecutivo de ventas de Sara Lee Corporation, y la madre Maizie, bailarina de Columbus, Ohio. A la edad de cinco años, estudió piano durante un par de meses hasta que se convirtió en su maestro; no fue la lectura de las partituras lo que lo llevó a ser su propio maestro, ya que le resulta más cómodo tocar de oído. Como su madre no veía que hubiera ningún problema en el método de su hijo, dejó que siguiera adelante con su experiencia y le permitió disfrutar de la música a su manera.
Feinstein completó una parte recientemente de seis series de Warner Home Video para la televisión que muestra la historia de la canción popular de América hasta 1960.
Feinstein participó como juez en el 2007 Miss America Pageant.
En octubre de 2008, Feinstein se casó con su socio por años, Terrence Flannery.

## Fuente
- Feinstein, Michael (1995). Nice Work If You Can Get It: My Life in Rhythm and Rhyme. Hyperion. ISBN 0786860936.